# المجموعة الاقتصادية والنقدية لوسط إفريقيا

الدول الأعضاء في المجموعة

المجموعة الاقتصادية و النقدية لوسط إفريقيا (بالفرنسية: Communauté économique et monétaire de l'Afrique centrale ) أو اختصارا (CEMAC) هي منظمة دولية تضل عدة دول من وسط إفريقيا، أنشأت لتحل محل الاتحاد الجمركي والاقتصادي لوسط إفريقيا. تم توقيع المعاهدة التي تنص على تأسيس هذه المجموعة في 16 مارس 1994 في مدينة انجمينا في التشاد، و دخلت حيز التنفيذ في يونيو 1999. يقع المقر الرسمي للمجموعة في عاصمة جمهورية إفريقيا الوسطى بانغي.

مهام المجموعة الاقتصادية والنقدية لوسط إفريقيا والتي يرأسها أنطوان نتسيمي هي:
- إنشاء اتحاد أكثر تكاملا بين دول المجموعة وتعزيز التضامن بين شعوبها اعتمادا على الروابط الجغرافية و الإنسانية.
- تعزيز الأسواق الوطنية عن طريق إزالة الحواجز أمام التجارة بين بلدان المجموعة، و تنسيق برامج التنمية، والمزيد من التعاون في المشاريع الصناعية.
- تعزيز التضامن بين الدول الأعضاء لصالح البلدان والمناطق المحرومة.
- إنشاء سوق مشتركة إفريقية فعالة.

## الدول الأعضاء
- الكاميرون
- جمهورية إفريقيا الوسطى
- جمهورية الكونغو
- الغابون
- غينيا الاستوائية
- تشاد

## المؤسسات والهيئات التابعة للمجموعة
- الاتحاد النقدي لوسط إفريقيا.
- الاتحاد الاقتصادي لوسط إفريقيا.
- مؤتمر رؤساء الدول المسؤولة عن تحديد سياسة المجموعة و العمل المباشر للاتحاد النقدي لوسط إفريقيا والاتحاد الاقتصادي لوسط إفريقيا.
- مجلس الوزراء المسؤولة عن إدارة الاتحاد الاقتصادي لوسط إفريقيا.
- الأمانة التنفيذية (مقرها في بانغي في جمهورية إفريقيا الوسطى).
- بنك دول وسط إفريقيا (مقره في ياوندي في الكاميرون) والمسؤول عن قيادة السياسة الاقتصادية.
- البنك الإنمائي لدول وسط إفريقيا (مقره في برازافيل في جمهورية الكونغو) والمسؤول عن تمويل مشاريع التنمية.
- محكمة عدل المجموعة (التي مقرها في انجمينا في تشاد).
- لجنة للإشراف على السوق المالية في وسط إفريقيا (مقره في الغابون)

## مقالات ذات صلة
- فرنك وسط إفريقي
- المجموعة الاقتصادية لدول وسط إفريقيا

## روابط خارجية
- الموقع الرسمي للمجموعة
- (fr) الدول الأعضاء في المجموعة الاقتصادية والنقدية لوسط إفريقيا